# کیرس، روسیه
شهر کیرس، روسیه (به روسی: Кирс) در کشور روسیه و در اوبلاست کیروف واقع شده‌است.